# 多蕊金丝桃
多蕊金丝桃（学名：Hypericum choisyanum）为藤黄科金丝桃属下的一个种。

## 扩展阅读
維基物種上的相關：多蕊金丝桃